# Barbara Wotjak
Barbara Wotjak z d. Dahm (ur. 13 listopada 1940 w Reblino – obecnie: w powiecie słupskim, Pomorze Zachodnie, zm. 7 kwietnia 2017 w Lipsku) – niemiecka językoznawczyni, germanistka, romanistka, profesor Uniwersytetu Lipskiego.

## Życiorys
W roku 1964 ukończyła studia germanistyki i romanistyki na Uniwersytecie w Lipsku (wówczas: Karl-Marx-Universität). Doktorat z językoznawstwa w roku 1981, habilitacja w roku 1989. Od 1992 do emerytury w 2006 pracowała na stanowisku profesora (C 3) o specjalności język niemiecki jako język obcy (DaF) w Instytucie Herdera Uniwersytetu Lipskiego. 1998 – 2001 i 2003 – 2005 dyrektorka Instytutu Herdera.

## Badania naukowe
Badania naukowe i publikacje Barbary Wotjak dotyczyły frazeologii, leksykologii niemieckiej oraz porównania języka niemieckiego z innymi językami, głównie z językiem hiszpańskim, nauki języka niemieckiego jako języka obcego, w tym dla uczących się języka niemieckiego Polaków.

### Monografie, podręczniki, udział w projektach naukowych/dydaktycznych (wybór)
- Untersuchungen zu Inhalts- und Ausdrucksstruktur ausgewählter deutscher Verben des Beförderns. Berlin 1982
- (współaut. Manfred Richter): Deutsche Phraseologismen: ein Übungsbuch für Ausländer. Leipzig: 1988
- Verbale Phraseolexeme in System und Text. Tübingen 1992
- (współaut. Manfred Richter): Deutsche Phraseologismen. Ein Übungsbuch für Ausländer. Leipzig/Berlin/München 1993. Nowa wersja: Sage und schreibe. Deutsche Phraseologismen in Theorie und Praxis. Leipzig 1993
- (współred. Bernd Skibitzki): Linguistik und Deutsch als Fremdsprache. Festschrift für Gerhard Helbig zum 70. Geburtstag. Tübingen 1999

- Kierowanie projektem: Fernstudienzyklus „Fenster” (Język niemiecki jako język obcy dla osób z językiem polskim i czeskim jako językiem ojczystym). Leipzig 1995/96/97/98
- Kierowanie projektem:„Impulse: Fernstudienkurs DaF für polnische Fachleute aus der Wirtschaft (1997–2001)

## Nagrody
- Wilhelm-Gottfried-Leibniz-Preis der Universität Leipzig – 1989[2]

## Prywatnie
mąż: Gerd Wotjak (1942 – 2024), profesor Uniwersytetu Lipskiego